# Eurodryas pseudomerope
Eurodryas pseudomerope är en fjärilsart som beskrevs av Vorbrodt 1914. Eurodryas pseudomerope ingår i släktet Eurodryas och familjen praktfjärilar. Inga underarter finns listade i Catalogue of Life.